# Grégoire Le Roy

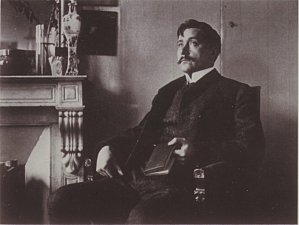
Grégoire Le Roy

Grégoire Le Roy, ook bekend onder zijn pseudoniem Albert Mennel (Gent, 7 november 1862 - Elsene, 5 december 1941) was een Belgisch, Franstalig schrijver, dichter, graficus, kunstschilder en kunstcriticus.

## Leven
Le Roy volgde een opleiding aan het Gentse Sint-Barbaracollege, waar hij kennismaakte met collegaschrijvers Maurice Maeterlinck en Charles Van Lerberghe. Zij werken samen aan het tijdschrift La jeune Belgique en worden gerekend tot de Belgische, Franstalige symbolisten. Vanaf 1886 bracht hij samen met Maeterlinck enige tijd door in Parijs, waar hij lessen volgde aan de École nationale supérieure des beaux-arts. In 1890 vestigde hij zich echter in Brussel. In die stad werd hij in 1909 aangesteld als bibliothecaris van de Académie des Beaux-Arts de Bruxelles. Tien jaar later, in 1919, aanvaardde hij een positie als conservator van het Wiertzmuseum.
Le Roy schreef gedichten, novellen en kunstmonografieën, maar ook één roman, tevens zijn enige werk in het Nederlands, met de titel Fierlefijn (1934). Fierlefijn speelt in het Gent tussen 1850 en 1890. De hoofdpersoon komt uit een eenvoudig arbeidersmilieu, trekt een tijdje naar Parijs en leeft na zijn terugkeer naar Gent een vrolijk leven in kunstenaarskringen. Uiteindelijk vindt hij daarin geen voldoening en vestigt hij zich als eenvoudig schoenlapper.

## Werk
- 1887 - La Chanson d'un soir
- 1889 - Mon Cœur pleure d'autrefois...
- 1911 - La Couronne des soirs
- 1912 - Le Rouet et la besace
- 1920 - Les Chemins dans l'ombre
- 1922 - James Ensor
- 1933 - L'Œuvre gravé de Jules De Bruycker
- 1934 - Fierlefijn (roman in het Nederlands)

## Bron
- literair.gent.be

- Biblioteca Nacional de España: XX1717667
- Bibliothèque nationale de France: cb12208346v (data)
- CiNii: DA12073861
- Gemeinsame Normdatei: 137216149
- International Standard Name Identifier: 0000 0000 8120 3686
- Library of Congress Control Number: no92018210
- MusicBrainz: 274a51d6-8b69-47d5-ad13-b61954f452e9
- Nationale Bibliotheek van Tsjechië: xx0080012
- Nederlandse Thesaurus van Auteursnamen: 067716792
- RKD-Nederlands Instituut voor Kunstgeschiedenis: 88928
- Système universitaire de documentation: 030725100
- Virtual International Authority File: 41888305
- WorldCat: E39PBJktvDhbjBdwq7xVD93WjC